# Premonition
Premonition (bra: Premonições; prt: Premonição) é um filme de suspense estadunidense de 2007 dirigido por Mennan Yapo e estrelado por Sandra Bullock. A filmagem principal ocorreu em Louisiana.

## Sinopse
Linda Hanson (Sandra Bullock) tem uma bela casa, um marido amoroso e duas filhas realmente adoráveis. Sua vida é perfeita, até que ela recebe a notícia devastadora de que seu marido Jim (Julian McMahon), morreu em um trágico acidente de carro. É a pior coisa que poderia acontecer a esta amada esposa e mãe.
Mas será uma imaginação? Quando acorda na manhã seguinte para descobrir que seu marido ainda está vivo. Na primeira, Linda acredita que o acidente deve ter sido um pesadelo... até que acontece de novo no dia seguinte. Alguns dias Jim segue ao seu lado quando ela acorda, mas outros devem enfrentar a realidade de ter ficado viúva.
Por alguma razão inexplicável, os dias da semana são desordenados. A traumática premonição de Linda desencadeia uma série de acontecimentos estranhos que alteram o tempo. Seu mundo vira de cabeça para baixo e essas circunstâncias surreais fazem com que descubra que sua vida não foi, talvez, tão idílica como parecia. Em uma tentativa desesperada para salvar sua família, Linda luta furiosamente contra o tempo e o destino para tentar preservar tudo que ela e Jim construíram juntos.

## Elenco
- Sandra Bullock como Linda Hanson
- Julian McMahon como James "Jim" Hanson
- Courtney Taylor Burness como Bridgette Hanson
- Shyann McClure como Megan Hanson
- Nia Long como Annie
- Kate Nelligan como Joanne
- Amber Valletta como Claire Francis
- Marc Macaulay como Xerife Reilly
- Jude Ciccolella como Pai Kennedy
- Peter Stormare como Dr. Norman Roth
- Mark Famiglietti como Doug Caruthers
- E.J. Stapleton como Vendedor de casa

## Produção

### Desenvolvimento
Os produtores consideraram Mennan Yapo, porque eles achavam que estavam fazendo um thriller que não seguia as regras estabelecidas de Hollywood. O diretor alemão já havia dirigido a produção Soundless (2004), um filme que tinha a aparência do que os produtores queriam para Premonition, concluindo que Yapo seria o diretor perfeito.
Na primavera de 2005, o roteiro foi oferecido a Mennan Yapo, a fim de dirigir o filme. "É uma mistura de sorte e bênção e as pessoas acreditam em você, eu também senti quando li o roteiro que ele tinha pensamentos sobre o que faziam sentido para mim e poderia levadas a cabo. Sempre tento encontrar algo que eu posso dizer: este script eu poderia tê-lo escrito, poderia ser meu. Foi algo com que eu pudesse  me identificar." "Tudo foi muito rápido, oito meses mais tarde estávamos filmando o filme. O script estava lá e a Sandy gostou. Foi uma oportunidade. Estou muito, muito feliz."
As negociações com Sandra Bullock para encabeçar o elenco começou em agosto de 2005. Em 10 de novembro, foi comunicado que Julian McMahon se juntou ao elenco. Em 1 de março de 2006 , foi anunciado que Nia Long, modelo Amber Valletta e candidata ao Prêmio Oscar Kate Nelligan foi incorporada para o elenco, com as filmagens já tendo começado.

## Filmagem
Inicialmente, o filme foi a ter lugar em Nova Orleans, mas depois do Furacão Katrina os produtores foram forçados a encontrar um novo local. As filmagens começaram em fevereiro de 2006 em Shreveport, na Louisiana onde a maior parte das filmagens ocorreu. As cenas em que transcorrem a premonição foram gravadas na cidade de Minden, também localizado dentro do mesmo estado.
Embora os storyboards foram enviados para os principais atores, Yapo e Torten Lippstock trabalharam de encontrar algo que era novo e refrescante, algo que não tinha visto durante os testes. Como exemplo, o diretor mencionou que "enquanto estávamos filmando a cena em que o xerife diz a Linda que seu marido morreu em um acidente de carro, havia muito ruído lá fora, vindo de uma enorme árvore do outro lado da rua, onde milagrosamente havia - juro por Deus, de 300 pássaros, o som estava incrivelmente forte. Ele-Torten Lippstock- queria se livrar deles, mas eu disse: não, essa é a ironia. Acaba de chegar o xerife para lhe dizer que o seu marido morreu em um acidente de trânsito e o som de fundo para esse momento específico é o canto dos pássaros, é exatamente o oposto que você esperaria por um momento. Mas a vida é assim. É um contraponto. Onde estão aqueles pássaros agora? Não sabemos. Ninguém sabe. E eu disse: isso é perfeito, quero esses pássaros e o som original".
"Em algum momento eu disse ao meu diretor de fotografia: OK, coloque a câmera no ombro. Temos que filmar os pássaros , porque caso contrário, não vamos entender o que estamos ouvindo. Então filmamos. Mandei alguém com um taco de beisebol que bateu na árvore de modo que os pássaros estavam voando. Era perfeito. Então eu mudei a interpretação de Sandra e disse: quando o xerife tenha ido quero que você olhe para a árvore–que é de onde o ruído veio-Ela se vira e deve cortar a cena naquele momento. Os pássaros voam para longe e ela está sozinha e em seguida. Nada. Um vazio. E tudo o que aconteceu foi sem haver planejamento em nenhum momento. Trato de aproveitar tais acidentes ou coincidências. Foi incrível. Era perfeito, veio a realidade e você vai colocar arrepios. Estávamos preparados para fazê-lo. Poderíamos adaptar perfeitamente à situação."
Enquanto filmava a cena em que Sandra Bullock é retida no hospital e tenta sair da cadeira em que se senta a atriz se cortou acidentalmente. Então, ao invés de usar um dublê de corpo para injeção, era realmente Bullock que recebera a vacina contra o tétano. A estreia ocorreu em 12 de março de 2007, no ArcLight Hollywood Cinerama Dome, em Hollywood, Califórnia.

## Recepção

### Bilheteria
Premonition abriu em 2831 cinemas e ficou em terceiro lugar atrás de 300 e Wild Hogs, e arrecadou $17,558,689 com $6,202 de média. O filme ficou em cartaz por 7 semanas e arrecadou $47,852,604 nos Estados Unidos e $84,146,832 mundialmente.

### Revisões
O filme recebeu críticas negativas na maior parte dos críticos de cinema. Rotten Tomatoes mostra que os relatórios de 8% de 157 críticos deram ao filme uma revisão positiva, com uma nota média de 3,8 em 10. Consenso geral do site é que "uma overdose de flashbacks, e muito mais portentoso do que profundo, o excessivamente obtuso Premonition eca fracamente aos clássicos sinuosos como Memento, The Sixth Sense, e Groundhog Day." Metacritic, que atribui uma classificação normalizada de 100 a opiniões de críticos de cinema, o filme é considerado de "críticas mistas ou médias", com uma pontuação de 29 com base em 30 comentários. Apesar dos comentários fracos, vários críticos, incluindo Rex Reed, Sandra Bullock foi elogiado por sua performance.